# Meg Wolitzer

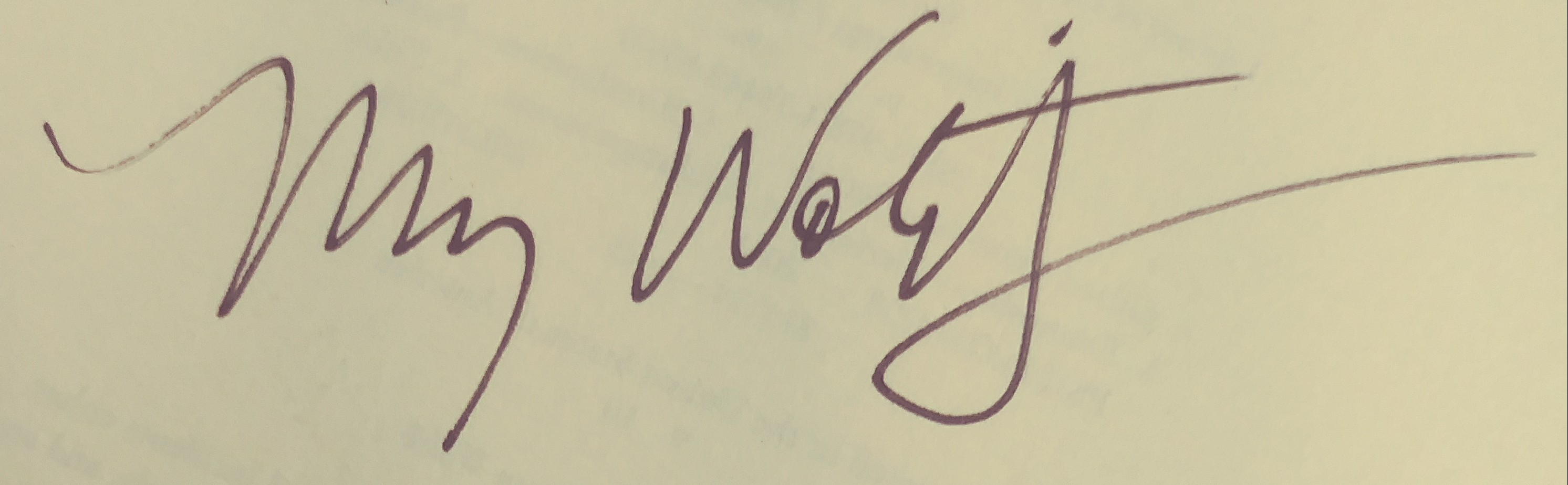
Firma di Meg Wolitzer

Meg Wolitzer (New York, 28 maggio 1959) è una scrittrice statunitense.

## Biografia
Wolitzer è nata a Brooklyn, New York, e cresciuta a Syosset, altro quartiere newyorkese, figlia della scrittrice Hilma Wolitzer (nata Liebman) e dello psicologo Morton Wolitzer, entrambi di origini ebraiche.
Ha studiato scrittura creativa allo Smith College e si è laureata alla Brown University nel 1981.
Da studente ha scritto il suo primo romanzo, pubblicato nel 1982, Sonnambulismo, su tre ragazze universitarie ossessionate dalla poesia e dalla morte.
I successivi romanzi tradotti in italiano includono The Wife. Vivere nell'ombra, La posizione, La stagione delle cattive madri, La citta' delle ribelli, Quando tutto era possibile e Quello che non sai di me.
Ha scritto vari racconti per giovani lettori, tra cui The Fingertips of Duncan Dorfman, Caribou e The Dream Book.
Il suo racconto Tea at the House è stato inserito nell'antologia del 1998 Best American Short Stories.
Con Jesse Green ha scritto un libro di cruciverba criptici, Nutcrackers: Devilishly Addictive Mind Twisters for the Insatiably Verbivorous (1991), e ha scritto della relativa difficoltà per le scrittrici nell'ottenere successo di critica.
Ha insegnato scrittura creativa all'Università dell'Iowa e allo Skidmore College, e più recentemente è stata artista ospite alla Princeton University. Durante lo scorso decennio ha anche insegnato presso l'MFA dello Stony Brook Southampton nel programma di scrittura creativa, alla Southampton Writers Conference e al Florence Writers Workshop.
Dalle sue opere sono state tratte 3 riduzioni cinematografiche: This Is My Life, scritto e diretto da Nora Ephron al suo esordio come regista, il film per la TV del 2006 Surrender, Dorothy e il film drammatico The Wife di Björn Runge, con Jonathan Pryce e Glenn Close, per la cui interpretazione è stata candidata al premio Oscar nel 2017.
The Uncoupling è stato il soggetto della prima discussione virtuale del club del libro coast to coast su Skype.
Al 2018 Wolitzer risiede nell'Upper West Side di Manhattan, New York, con suo marito, lo scrittore di scienza Richard Panek.

## Opere
- Sonnambulismo, trad. di Aldo Busi, Milano, Mondadori, 1984 (ed. orig. Sleepwalking, 1982), ISBN 9781594633133
- Caribou, 1985.
- Hidden Pictures, 1986.
- The Dream Book, 1986.
- This Is Your Life, 1988.
- Nutcrackers: Devilishly Addictive Mind Twisters for the Insatiability Verbivorous, 1991.
- Operation Save the Teacher - Tuesday Night Pie, 1993.
- Operation Save the Teacher - Wednesday Night Match, 1993.
- Operation Save the Teacher - Saturday Night Toast, 1993.
- Friends for Life, 1994, ISBN 9780821750377.
- Surrender, Dorothy, 1998.
- Fitzgerald Did It: The Writer's Guide to Mastering the Screenplay, 1999.
- The Wife. Vivere nell'ombra, trad. di G. Maugeri, Garzanti Libri, 2018 (ed. orig. The Wife, 2003), ISBN 9780099478195.
- La posizione, trad. di A. Cristofori, Milano, Garzanti Libri, 2006 (ed. orig. The Position, 2005).
- La stagione delle cattive madri, trad. di A. Cristofori, Milano, Garzanti Libri, 2011 (ed. orig. The Ten-Year Nap, 2008), ISBN 9781594483547.
- La citta' delle ribelli, trad. di A. Monti, Milano, Garzanti Libri, 2012 (ed. orig. The Uncoupling, 2011), ISBN 9781594485657.
- The Fingertips of Duncan Dorfman, 2011.
- Quando tutto era possibile, trad. di Elisabetta Valdre', Milano, Garzanti Libri, 2014 (ed. orig. The Interestings, 2013)[6], ISBN 9780099584094.
- Quello che non sai di me, trad. di Francesca Capelli, Hotspot - Il Castoro, 2016 (ed. orig. Belzhar, 2014), ISBN 9780142426296.
- The Female Persuasion[7][8][9], 2018, ISBN 9781594488405.
- To Night Owl from Dogfish, 2019, ISBN 9781984815057.
- Millions of Maxes, 2022, ISBN 978-0593324110.

## Adattamenti cinematografici
- The Wife - Vivere nell'ombra (The Wife), regia di Björn Runge (2017)